# Fate (jeu de rôle)
Fate est un système de jeu de rôle générique, sans univers dédié, orienté vers le narratif, dont la première version date de 2003. Il a été publié en français par 500 nuances de geek en 2015.

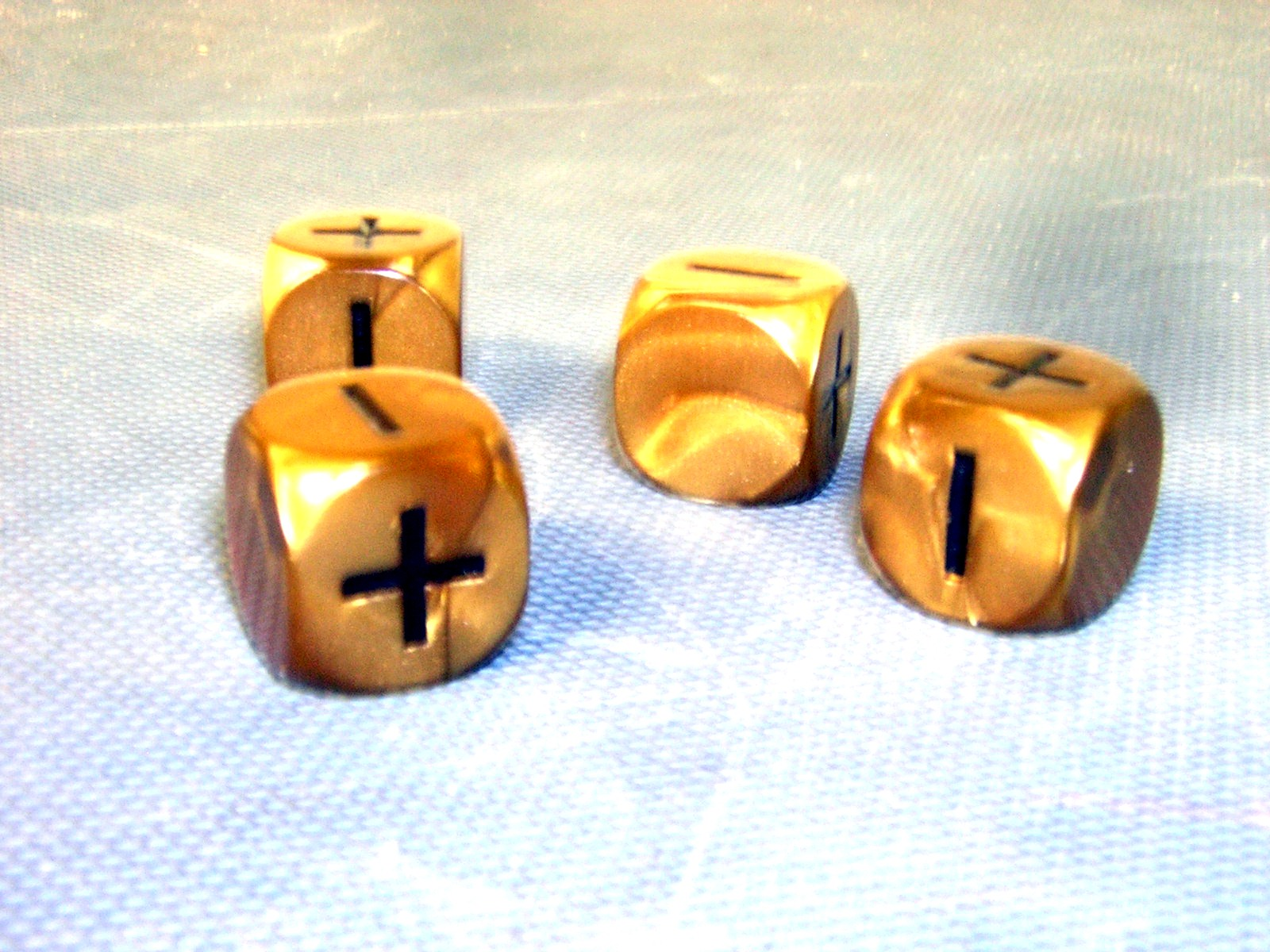
4 Dés Fate (4dF).

Probabilités d'un jet de 4dF.

## Historique
FATE est une idée originale en 2000 de Rob Donoghue et Fred Hicks sur la base de Fudge, un autre système générique.
La deuxième version de FATE, une révision de Fred et Rob, sort en 2003 sous licence ludique libre.
FATE était l'acronyme de « Fantastic Adventures in Tabletop Entertainment » que l'on pourrait traduire par « Fantastiques Aventures jouées sur une Table Entre amis ».
Fate 3e édition n'est pas un système générique mais un jeu genre « pulp », commercialisé par Evil Hat Productions, denommé Spirit of the Century (2006). Il est repris pour le jeu Dresden Files (2010).
Fate Core (4e), Fate Accelerated Edition (FAE) et Fate System Toolkit est publié à la suite d'un financement participatif lancé en 2013 sur Kickstarter par Evil Hat.

### Fate pas FATE
L'acronymie est supprimée avec la version 3 des règles et l'abandon du nom tout en majuscule pour l'usage officiel actuel : Fate.

### Récompenses
En 2003 FATE gagne les prix Indie RPG Awards suivant :
- Première place : Best Free Game of the Year
- Première place : Best Support
- Première place : Indie RPG of the Year
- le Andy's Choice Award

Les jeux Fate ont gagné les ENnie Awards suivants :
- 2015 Best Family Game, Silver Winner pour Atomic Robo The Roleplaying Game[3]
- 2014 Best Website, Silver Winner pour Fate SRD; Best Aid/Accessory, Silver Winner pour Eldritch Fate Dice; Best Family Game, Gold Winner pour Fate Accelerated Edition; Best Game, Gold Winner pour Fate Core System; Best RPG Related Product, Silver Winner pour Strange Tales of the Century; Best Rules, Gold Winner pour Fate Core System; Best Supplement, Silver Winner pour Fate System Toolkit; Product of the Year, Silver Winner pour Fate Core System[4]
- 2011 Best Game, Gold Winner; Best New Game, Gold Winner; Best Production Values, Silver Winner; Best Rules, Gold Winner; Best Writing, Gold Winner; Product of the Year, Silver Winner pour Dresden Files Roleplaying Game[5]
- 2008 Nommé pour Best Supplement pour Spirit of the Season[6]
- 2007 Best Rules, Silver Winner; Best Game, Honorable Mention pour Spirit of the Century[7]

### Publications en français
Spirit of The Century, Narrativiste Editions, 2014, 264 p., 33 x 26 cm (ISBN 979-10-90692-08-4)
Fate Core est traduit et publié en France en 2015 par 500 nuances de geek à la suite d'un financement participatif sur Ulule :
- Fate : Système de base, 500 nuances de geek, 2015, 312 p., 14,8 x 21 cm (ISBN 979-10-90692-12-1)
- Fate : Boîte à Outils, 500 nuances de geek, 2015, 200 p., 14,8 x 21 cm (ISBN 979-10-90692-13-8)
- Fate : Ecran, 500 nuances de geek, 2015, 4 p. (ISBN 979-10-90692-14-5)

### Univers
Quelques jeux basés sur Fate :
- Spirit of the Century (jeu de rôle) (en)[9],[10]
- Dresden Files (jeu de rôle) (en)[11]
- Diaspora (jeu de rôle) (en)[12]
- Atomic Robo (jeu de rôle) (en)[13]
- Mindjammer[14] (existe en français par les studios Deadcrows)[15]